# 转置矩阵

矩陣A的轉置A^{T}的取得方法。重覆以上動作會得出原本的矩陣

在線性代數中，矩陣A的轉置（英語：transpose）是另一个矩陣AT（也寫做Atr, tA, At或A′）由下列等價動作建立：
- 把A的行寫為AT的列
- 把A的列寫為AT的行

形式上說，m × n矩陣A的轉置是n × m矩陣
{\displaystyle A_{ij}^{\mathrm {T} }=A_{ji}} for {\displaystyle 1\leq i\leq n,} {\displaystyle 1\leq j\leq m}。
注意：{\displaystyle \mathbf {A} ^{\mathrm {T} }}（轉置矩陣）與{\displaystyle \mathbf {A} ^{-1}}（逆矩陣）不同。

## 例子
- {\displaystyle {\begin{bmatrix}1&2\\3&4\end{bmatrix}}^{\mathrm {T} }={\begin{bmatrix}1&3\\2&4\end{bmatrix}}}
- {\displaystyle {\begin{bmatrix}1&2\\3&4\\5&6\end{bmatrix}}^{\mathrm {T} }={\begin{bmatrix}1&3&5\\2&4&6\end{bmatrix}}}

## 性质
对于矩阵A, B和标量c转置有下列性质：
- {\displaystyle \left(A^{\mathrm {T} }\right)^{\mathrm {T} }=A\quad }
转置是自身逆运算。
- {\displaystyle (A+B)^{\mathrm {T} }=A^{\mathrm {T} }+B^{\mathrm {T} }}
转置是从m × n矩阵的向量空间到所有n × m矩阵的向量空间的线性映射。
- {\displaystyle \left(AB\right)^{\mathrm {T} }=B^{\mathrm {T} }A^{\mathrm {T} }}
注意因子反转的次序。以此可推出方块矩阵A是可逆矩阵，当且仅当AT是可逆矩阵，在这种情况下有 (A−1)T = (AT)−1。相对容易的把这个结果扩展到矩阵相乘的一般情况，可得出 (ABC...XYZ)T = ZTYTXT...CTBTAT。
- {\displaystyle (cA)^{\mathrm {T} }=cA^{\mathrm {T} }}
标量的转置是同样的标量。
- {\displaystyle \det(A^{\mathrm {T} })=\det(A)}
矩阵的转置矩阵的行列式等于这个矩阵的行列式。
- 两个纵列向量a和b的內積可计算为
{\displaystyle \mathbf {a} \cdot \mathbf {b} =\mathbf {a} ^{\mathrm {T} }\mathbf {b} }
- 如果A只有实数元素，则ATA是半正定矩阵。
- 如果A是在某个域上，则A 相似于AT。

## 特殊转置矩阵
其转置等于自身的方块矩阵叫做对称矩阵；就是说A是对称的，如果
{\displaystyle A^{\mathrm {T} }=A}。
其转置也是它的逆矩阵的方块矩阵叫做正交矩阵；就是说G是正交的，如果
{\displaystyle GG^{\mathrm {T} }=G^{\mathrm {T} }G=I_{n},\,} I是单位矩阵。
其转置等于它的负矩阵的方块矩阵叫做斜对称矩阵；就是A是斜对称的，如果
{\displaystyle A^{\mathrm {T} }=-A}。
复数矩阵A的共轭转置，写为AH，是A的转置后再取每个元素的共轭复数:
{\displaystyle A^{H}=({\overline {A}})^{\mathrm {T} }={\overline {(A^{\mathrm {T} })}}}

## 线性映射的转置
如果f: V→W是在向量空间V和W之间非退化双线性形式的线性映射，我们定义f的转置为线性映射tf : W→V，确定自
{\displaystyle B_{V}(v,{}^{t}f(w))=B_{W}(f(v),w)\quad \forall \ v\in V,w\in W}
这裡的，BV和BW分别是在V和W上的双线性形式。一个映射的转置的矩阵是转置矩阵，只要基是关于它们的双线性形式是正交的。
在复向量空间上，经常用到半双线性形式来替代双线性形式。在这种空间之间的映射的转置可类似的定义，转置映射的矩阵由共轭转置矩阵给出，如果基是正交的。在这种情况下，转置也叫做埃尔米特伴随。
如果V和W没有双线性形式，则线性映射f: V→W的转置只能定义为在对偶空间W和V之间的线性映射
tf : W*→V*。